# 圣安东尼奥-杜蒙蒂
圣安东尼奥-杜蒙蒂是巴西米纳斯吉拉斯州的一个市镇。总面积1129.365平方公里，总人口25694人，人口密度22.8人/平方公里。